# Amphisbetia rectitheca
Amphisbetia rectitheca is een hydroïdpoliep uit de familie Sertulariidae. De poliep komt uit het geslacht Amphisbetia. Amphisbetia rectitheca werd in 1907 voor het eerst wetenschappelijk beschreven door Ritchie. 